# Cyclisme aux Jeux d'Asie du Sud-Est de 2019
Navigation
Édition précédente Édition suivante
Le cyclisme aux Jeux d'Asie du Sud-Est de 2019 est représenté par trois disciplines : BMX, cyclisme sur route et VTT cross-country. Les 13 épreuves (9 hommes et 4 femmes) ont lieu à Tagaytay aux Philippines, du 1re au 10 décembre 2019.

## Participants
- Brunei
- Cambodge
- Indonésie
- Laos
- Malaisie
- Birmanie
- Philippines
- Singapour
- Thaïlande
- Timor oriental
- Viêt Nam

## Médaillés

### Cyclisme sur route
| Épreuve                      | Or | Argent                                                                                           | Bronze                                                                                      |
| ---------------------------- | --- | ------------------------------------------------------------------------------------------------ | ------------------------------------------------------------------------------------------- |
| Hommes                       | |                                                                                                  |                                                                                             |
| Course en ligne              | Sarawut Sirironnachai | Ariya Phounsavath                                                                                | Goh Choon Huat                                                                              |
| Course en ligne par équipes  | Thaïlande Thurakit Boonratanathanakorn Navuti Liphongyu Peerapol Chawchiangkwang Sarawut Sirironnachai Thanakhan Chaiyasombat | Indonésie Aiman Cahyadi Odie Setiawan Muhammad Abdurrohman Jamalidin Novardianto Sandy Nur Hasan | Philippines El Joshua Cariño Ismael Jr. Grospe Jonel Carcueva Junrey Navarra Marcelo Felipe |
| Contre-la-montre             | Aiman Cahyadi | Thanakhan Chaiyasombat                                                                           | Goh Choon Huat                                                                              |
| Contre-la-montre par équipes | Thaïlande Thurakit Boonratanathanakorn Navuti Liphongyu Peerapol Chawchiangkwang Sarawut Sirironnachai                        | Indonésie Muhammad Abdurrohman Aiman Cahyadi Robin Manullang Odie Setiawan                       | Philippines Jhon Mark Camingao Jan Paul Morales Ronald Oranza George Oconer                 |
| Femmes                       | |                                                                                                  |                                                                                             |
| Course en ligne              | Nguyễn Thị Thật | Jermyn Prado                                                                                     | Ayustina Delia Priatna                                                                      |
| Contre-la-montre             | Jermyn Prado | Lou Yiwei                                                                                        | Phetdarin Somrat                                                                            |

### VTT
| Épreuve       | Or                 | Argent                | Bronze              |
| ------------- | ------------------ | --------------------- | ------------------- |
| Hommes        |                    |                       |                     |
| Descente      | John Derick Farr   | Eleazar Barba Jr.     | Andy Prayoga        |
| Cross-country | Keerati Sukprasart | Niño Surban           | Edmhel John Flores  |
| Femmes        |                    |                       |                     |
| Descente      | Lea Denise Belgira | Tiara Andini Prastika | Vipavee Deekaballes |
| Cross-country | Đinh Thị Như Quỳnh | Cà Thị Thơm           | Avegail Rombaon     |

### BMX
| Épreuve            | Or                | Argent                   | Bronze                |
| ------------------ | ----------------- | ------------------------ | --------------------- |
| Hommes             |                   |                          |                       |
| Course BMX         | Komet Sukprasert  | Daniel Caluag            | Somkid Haratawan      |
| Contre-la-montre   | Komet Sukprasert  | Toni Syarifudin          | Sittichok Kaewsrikhao |
| Freestyle flatland | Pakphum Poosa-Art | Chaiwirotwit Chutchalerm | Taslem Raziff         |

## Tableau des médailles
Légende
- Le pays organisateur est en bleu lavande

| Rang  | Nation      | Or | Argent | Bronze | Total |
| ----- | ----------- | -- | ------ | ------ | ----- |
| 1     | Thaïlande   | 7  | 2      | 4      | 13    |
| 2     | Philippines | 3  | 4      | 4      | 11    |
| 3     | Viêt Nam    | 2  | 1      | 0      | 3     |
| 4     | Indonésie   | 1  | 4      | 2      | 7     |
| 5     | Singapour   | 0  | 1      | 2      | 3     |
| 6     | Laos        | 0  | 1      | 0      | 1     |
| 7     | Malaisie    | 0  | 0      | 1      | 1     |
| Total | Total       | 13 | 13     | 13     | 39    |